# Winna Góra (Wzgórza Oleszeńskie)
Winna Góra (317 m n.p.m.) – wzniesienie w południowo-zachodniej Polsce, na Wzgórzach Oleszeńskich, w Masywie Ślęży.

## Położenie
Wzniesienie położone jest na obszarze Ślężańskiego Parku Krajobrazowego w środkowej części Wzgórz Oleszeńskich na południe od miejscowości Księginice Małe, między przełęczami Sulistrowicką po południowo-zachodniej stronie a Przełęczą Przemiłowską po północno-wschodniej stronie.
Wzniesienie zbudowane jest ze skał metamorficznych, serpentynitów. Jest to góra w kształcie kopca o stromych zboczach południowych i północnych oraz z łagodnymi zboczami północno-wschodnimi i południowo-zachodnimi podkreślonymi przełęczami, z wyraźnie zaznaczoną kopulastą częścią szczytową. Wzniesienie w całości porośnięte jest lasem regla dolnego. U podnóża góry położone są miejscowości: u północnego podnóża Przemiłów, a u południowego Karolin.

## Szlaki turystyczne
Strzelin - Pęcz - Piotrowice - Zielenice - Suchowice - Jordanów Śląski - Glinica - Winna Góra - Gozdnik - Przełęcz Sulistrowicka - Przełęcz Słupicka - Radunia - Przełęcz Tąpadła - Ślęża - Sobótka-Górka